# Grethe Lovsø
Grethe Lovsø (Grethe Vibeke Lovsø Nielsen, verheiratete Christiansen; * 10. März 1926 in Kopenhagen; † 9. März 2017 in Aalborg) war eine dänische Sprinterin und Hürdenläuferin.
Bei den Olympischen Spielen 1948 in London erreichte sie über 100 m das Halbfinale und wurde Fünfte in der 4-mal-100-Meter-Staffel.
Viermal wurde sie Dänische Meisterin über 60 m (1946–1949) und je einmal über 100 m (1949) sowie über 80 m Hürden (1949). Ihre persönliche Bestzeit über 100 m von 12,1 s stellte sie 1948 auf.